# New Beginning (SWV)
| Recensione | Giudizio |
| ---------- | -------- |
| AllMusic   |          |

New Beginning è il secondo album in studio del gruppo musicale femminile statunitense SWV, pubblicato nel 1996.

## Tracce
1. New Beginning (Interlude) (Herb Middleton, Cheryl Gamble, Tamara Johnson, Leanne Lyons, Gordon Chambers) - 1:53
2. You're the One (Allen Gordon, Ivan Matias, Andrea Martin, Tamara Johnson, Cheryl Gamble) - 4:39
3. Whatcha Need (Allen Gordon, Tamara Johnson, Cheryl Gamble, Ivan Matias, Andrea Martin, Brian Alexander Morgan) - 3:52
4. On & On (featuring Erick Sermon) (Erick Sermon, Ivan Matias, Andrea Martin, Leroy Burgess, James Calloway, Sonny Davenport) - 3:52
5. It's All About U (Allen Gordon, Andrea Martin, Anthony Burroughs) - 3:43
6. Use Your Heart (Pharrell Williams, Chad Hugo) - 4:49
7. Where Is the Love (Interlude) (Herb Middleton, Gordon Chambers) - 2:02
8. Fine Time (Brian Alexander Morgan, Hightower, Fowler) - 4:32
9. Love Is So Amazin' (Allen Gordon, Tamara Johnson, Carl Brown, Anthony Burroughs) - 5:58
10. Use Your Heart (Interlude) (Herb Middleton, Pharrell Williams, Chad Hugo) - 1:34
11. You Are My Love (Daryl Simmons) - 4:56
12. I'm So in Love (Genard Parker, Cheryl Gamble) - 5:27
13. When This Feeling (Pharrell Williams, Chad Hugo, David Nichtern) - 4:20
14. What's It Gonna Be (Brian Alexander Morgan) - 4:32
15. That's What I'm Here For (Brian Alexander Morgan, Carl Brown) - 4:48
16. Don't Waste Your Time (Chucky Thompson, Faith Evans, Leanne Lyons) - 3:56
17. Soul Intact (Interlude) (Brian Alexander Morgan) - 1:47